# Sidi Harazem

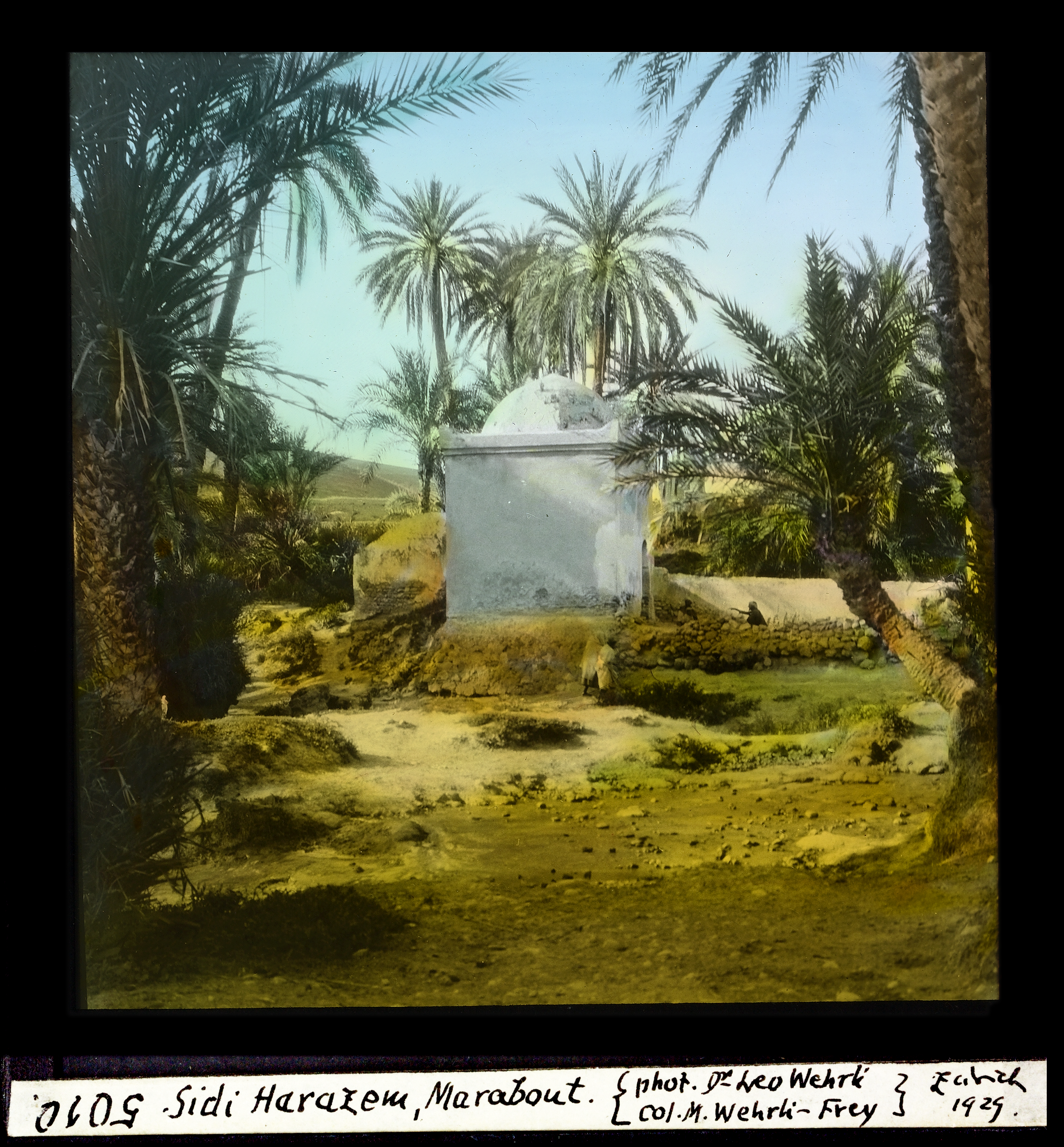
Koubba (mausoléu) de Sidi Harazem em 1929

Sidi Harazem é um oásis de Marrocos, situado entre Fez e Taza que desde o século XVI é célebre pela sua água mineral, a qual é engarrafada e comercializada com a marca Sidi Harazem, uma das mais vendidas de Marrocos.
Situada 30 km a leste de Fez, as águas das suas fontes termais têm a reputação de ter propriedades curativas para os rins, colesterol e artrite. Tradicionalmente, os utentes das termas rezam ao santo local Sidi Harazem, padroeiro das fontes, enquanto bebem a água, rica em bicarbonato, cálcio, sódio, magnésio e cloretos.
A água nasce numa fonte quente a 35ºC e era já conhecida no tempo do geógrafo mourisco de Leão, o Africano (século XVI). Além da fonte, existem duas piscinas, uma para homens e mulheres, que na prática só é usada por homens, e outra, em local mais recatado, apenas para mulheres. O lugar é muito popular entre os Fassis (habitantes de Fez) para passeios de fim de semana.
Além das termas a principal atração turística e religiosa do lugar é a koubba (mausoléu) de Sidi Harazem, situada no meio de uma floresta de eucaliptos e de Aloendro rosa. A koubba tem um lago sagrado coberto com uma cúpula e foi construída no século XVII por ordem do sultão Moulay Rachid.